# Achêne
Achêne is een dorp in de Belgische provincie Namen en sinds 1977 een deelgemeente van Ciney.
Achêne is hoofdzakelijk een landbouwdorp. Het ligt op de weg van Ciney-centrum naar Dinant, die er met een grote verkeerswisselaar aansluit op de snelweg A4/E411. Vlak bij het dorp is dan ook een nieuwe nijverheidszone gecreëerd. Op de weg naar Ciney-centrum ligt nog het gehucht Fays. In 1977 werd het gehucht Taviet dat ten westen van de A4/E411 lag, afgestaan aan Dinant.

## Bezienswaardigheden

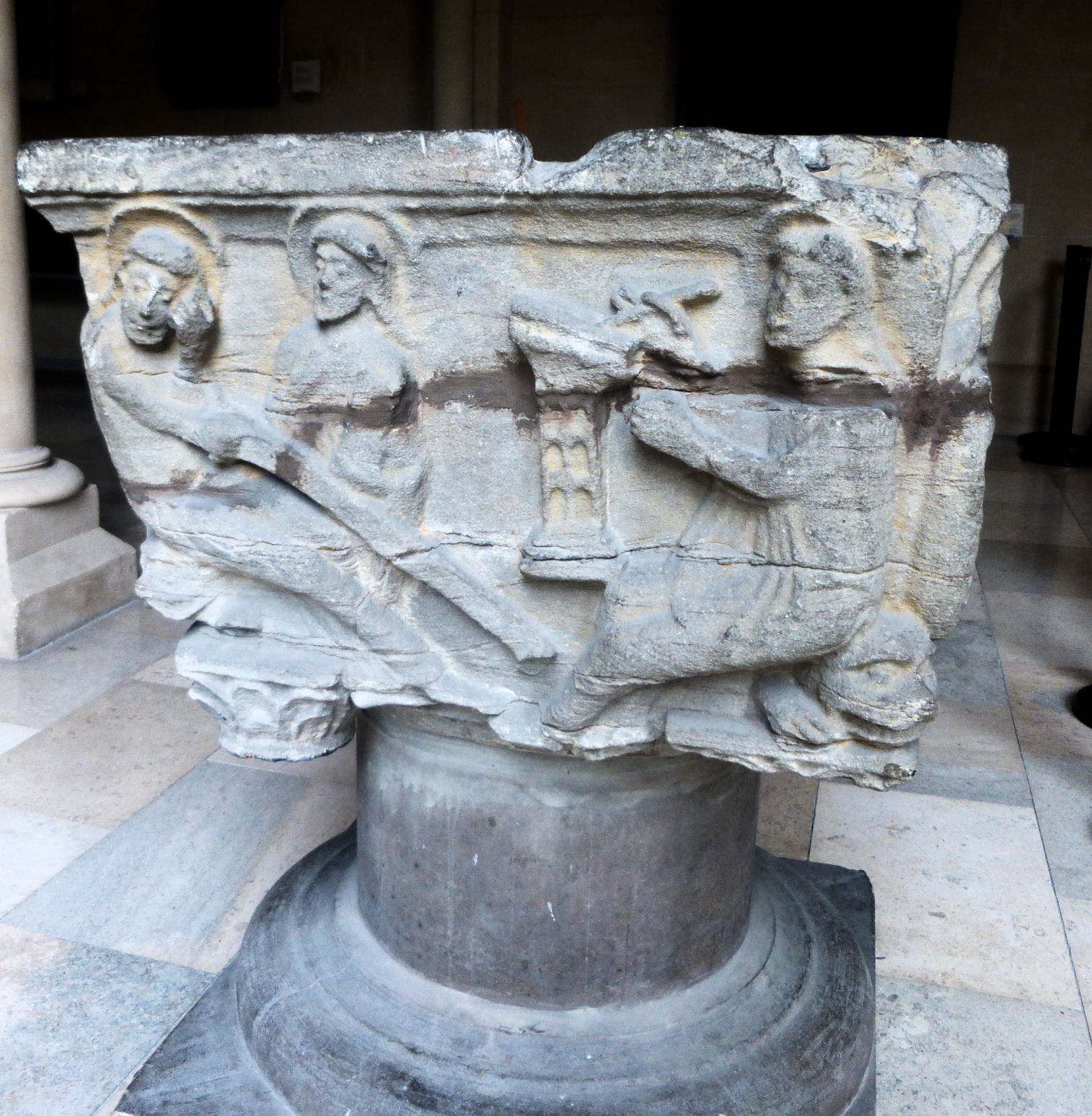
Romaanse doopvont van Achêne, Brussel.

De romaanse Saint-Clémentkerk dateert oorspronkelijk uit de romaanse periode, maar werd in 1699 gerestaureerd en verbouwd. In 1731 werd een koor toegevoegd. De romaanse Doopvont, in arduin, is bewaard in de verzameling van de Koninklijke Musea voor Kunst en Geschiedenis.
De legende wil dat de kerktoren zou zijn opgetrokken met stenen afkomstig van het kasteel van Dinant, dat vernietigd was na de plundering in 1466.

## Demografische evolutie
Opm:1831 t/m 1970=volkstellingen; 1976=inwoneraantal op 31 december